# Carolyn Suzanne Sapp
Pour les articles homonymes, voir Sapp et Daniels.
Carolyn Sapp Daniels, née Carolyn Suzanne Sapp, le 5 avril 1967 dans le district de Kona (en), dans l'île de Hawaï, est une actrice, chanteuse, cascadeuse et conférencière américaine. Elle est couronnée Miss Hawaii (en) 1991, puis Miss America 1992.